# Denise Desautels
Pour les articles homonymes, voir Desautels.
Denise Desautels est une poète et écrivaine québécoise née à Montréal le 4 avril 1945. Elle est vice-présidente de l'Académie des lettres du Québec, de 1996 à 2002, et est membre de l'Union des écrivaines et des écrivains québécois. Lauréate de nombreux prix littéraires, elle est également la première poétesse québécoise à être publiée aux éditions Gallimard.

## Biographie
Denise Desautels est née à Montréal le 4 avril 1945 . Elle a publié une vingtaine de livres de poésie, une quinzaine de livres d'artistes, un récit, des textes dramatiques radiophoniques ainsi qu'un abécédaire. Aux croisements du journal, de l'essai, du récit ainsi que de la poésie narrative, elle aborde, dans ses œuvres, les thèmes de la mort et de la filiation, mais aussi les notions de collectivité et de sororité,. Elle est également la lauréate du Prix Guillaume-Apollinaire pour son plus récent recueil, Disparaître. Elle est la première femme québécoise à remporter cette prestigieuse récompense.

### Écriture
Depuis 1980, elle participe régulièrement à des rencontres, des salons, des lectures et des colloques d’écrivains, tant sur la scène culturelle québécoise qu'international, qui portent sur la poésie, l'écriture ainsi que les arts visuels. À cet effet, elle participe à plusieurs œuvres publiées aux éditions Roselin, à des expositions multidisciplinaires, notamment sous le commissariat de Louise Déry ainsi qu'à divers projets et installations du sculpteur Michel Goulet.
De 1985 à 1990, Denise Desautels est membre de rédaction de La Nouvelle Barre du jour. De 1996 à 2002, elle est vice-présidente de l’Académie des lettres du Québec. De 1997 à 2012, elle est membre du comité organisateur de la Rencontre québécoise internationale des écrivains.
Elle signe des textes dans des publications collectives, des revues littéraires et des journaux, notamment dans La solitude sous la direction de Pierre Morency (1990), La littérature et la vie au collégial sous la direction de Ernesto Sanchez (1991), L'écrivain et la musique sous la direction de Louise Maheux-Forcier et Jean-Guy Pilon (1994), Premiers mots de l'an 2000 : collectif de 90 écrivains sous la direction de Réjean Bonenfant et de Éric Laprade (2000) ainsi que De la couleur des mots : 7 regards, 7 histoires sous la direction de Michelle Corbeil (2001).
Denise Desautels produit des textes poétiques adaptés pour la radio tels que La répétition (1933) diffusé à la Radio suisse romande, La violoncelliste (1990) diffusée à Radio-Canada, La voix de Martha (1990) diffusé à Radio-Canada ainsi que Venise (Variations sur l'utopie) (1990) diffusé à Radio-Canada, à Radio France et à la Radio suisse romande.
En 2021, Denise Desautels est publiée chez Gallimard. De ce fait, elle devient la deuxième femme québécoise et la première poétesse québécoise à être publiée chez cette maison d'édition prestigieuse. Depuis février 2022, ses recueils L’angle noir de la joie  et D’où surgit parfois un bras d’horizon se retrouvent dans la collection Gallimard.

### Réception

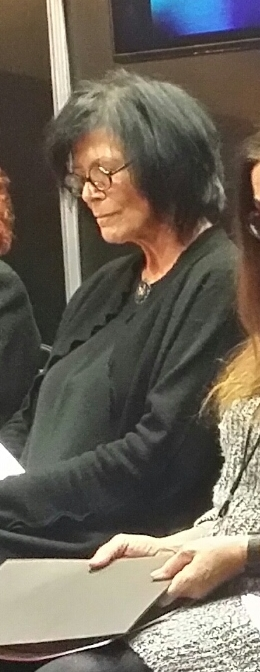
Denise Desautels au salon du livre de Montréal en 2018.

Plusieurs de ces œuvres ont remporté des prix littéraires tels que le Grand Prix Québecor du Festival international de la poésie de Trois-Rivières (pour Leçons de Venise,1990; et pour Sans toi, je n'aurai pas regardé si haut, 2013), le prix du Gouverneur général du Canada et de la revue Estuaire (pour Le saut de l'ange, 1993), les prix de la Société des écrivains canadiens et de la Société Radio-Canada (pour Tombeau de Lou, 2000) ainsi que le Grand Prix des Métiers d'arts (pour La passion du sens, 1995). Plusieurs de ses recueils (La Répétition [1986], Leçons de Venise [1990], Le Saut de l’ange [1992]) présentent un « questionnement sur l'écriture qui passe par une réflexion sur l'art ».
Elle obtient également, en 2005-2006, une bourse de carrière pour sa « contribution exceptionnelle à la culture québécoise » du Conseil des arts et des lettres du Québec. De plus elle reçoit la Médaille « Échelon vermeil », accordée par la ville de Paris en mars 1999. En 2009, elle obtient pour l'ensemble de son œuvre le prix Athanase-David, et en 2010, le prix de littérature francophone Jean Arp.

### Autres activités
Denise Desautels collabore régulièrement avec des artistes visuels notamment avec Jocelyne Alloucherie, Betty Goodwin, Francine Simonin et Françoise Sullivan et Irene F. Whittome. Ses écrits sont jumelés notamment à des estampes (J l Clerc), des gravures (Jacqueline Ricard), des peintures (]ean-luc Herman), des aquarelles (Claire Beaulieu) ainsi que des impressions laser (Betty Goodwin).
Elle est collaboratrice pour des catalogues d'exposition de diverses institutions artistiques en arts visuels tel que le Musée du Québec (Territoires d'artistes/Paysages verticaux, 1989), Le Centre d'exposition et de théorie de l'art contemporain (Tombeau, 1991), La Galerie d'art du Centre Saidye Bronfman (Peter Krausz, De natura (humana), 1992) ainsi que La Galerie d'art du Galerie d'art du Centre culturel de l'Université de Sherbrooke (Françoise Sullivan : pluralité et création, 2008),,.
Denise Desautels est membre de l'Académie des lettres du Québec, de l'Ordre du Canada et de l'Union des écrivaines et des écrivains québécois.

## Œuvres

### Poésie
- Comme miroirs en feuilles, dessin de Léon Bellefleur, Saint-Lambert, Éditions du Noroît, 1975, 90 p.  (ISBN 0885240103)
- La Promeneuse et l’oiseau suivi de Journal de la promeneuse, gaufrage et dessin de Lucie Laporte, Saint-Lambert, Éditions du Noroît, 1980, 86 p.  (ISBN 2890180387 et 9782890180383)
- En état d’urgence, illustration de Francine Simonin, édition limitée à 64 exemplaires numérotés et signés, Montréal, Éditions Estérel, 1982, 20 p.  (ISBN 2920044184)
- L’Écran précédé de Aires du temps, dessins de Francine Simonin, édition limitée à 1000 exemplaires dont 100 exemplaires numérotés et signés, Saint-Lambert, Éditions du Noroît, 1983, 89 p.  (ISBN 2890180786)
- Dimanche : textualisation, Montréal, Éditions de la Nouvelle Barre du Jour, 1985, 20 p.  (ISBN 2893140386)
- Nous en reparlerons sans doute, en collaboration avec Anne-Marie Alonzo, photographies de Raymonde April, Édition limitée à 115 exemplaires numérotés, Laval, Éditions Trois, 1986, 65 p.  (ISBN 2980053554)
- Écritures / ratures, dessins de Francine Simonin, Édition limitée à 500 exemplaires dont quarante-cinq numérotés et signés, Saint-Lambert, Édition du Noroît, 1986, 150 p.  (ISBN 2890181413)
- La Répétition, avec photographies de La salle de classe, installation de Irene F. Whittome, Outremont, Éditions de la Nouvelle Barre du Jour, 1986, 58 p.  (ISBN 2893140645)
- Un livre de Kafka à la main suivi de La Blessure, photographies de Jocelyne Alloucherie, Saint-Lambert, Éditions du Noroît, 1987, 113 p.  (ISBN 2890181553)
- Le signe discret, dessins de Francine Simonin, Lausanne, Éditions Pierre-Alain Pingoud, 1987, 48 p.
- Mais la menace est une belle extravagance, photographies d'Ariane Thézé, Saint- Lambert, Éditions du Noroît, 1989, 112 p.  (ISBN 2890181898)
- Leçons de Venise, autour de trois sculptures de Michel Goulet, Édition limitée à 700 exemplaires dont 25 numérotés et signés, Saint-Lambert, Éditions du Noroît, 1945, 23 p.  (ISBN 2890181901)
- Le saut de l'ange, autour de photographies des œuvres de Martha Townsend, Montréal, Éditions du Noroît, Amay, L'Arbre à paroles, 1992, 96 p. (ISBN 289018255X)
- Cimetières : la rage muette, avec photographies de Monique Bertrand, Montréal, Éditions Dazibao, coll. «Des photographes», 1995, 148 p.  (ISBN 2980095753) - Réédition : Saint-Sauveur-des-Monts, Les Éditions de la Grenouillère, 2016, 105 p.  (ISBN 9782923949963)
- Ma joie, crie-t-elle, avec dessins de Francine Simonin, Montréal, Éditions du Noroît, 1996, 106 p.  (ISBN 2890183548)
- Marie, tout s’éteignait en moi, dessins de Léon Bellefleur, Saint-Lambert, Éditions du Noroît, 1997, 100 p.  (ISBN 0885240235)
- Tombeau de Lou : autour de Visions domestiques d'Alain Laframboise, Montréal, Éditions du Noroît, 2000, 136 p.  (ISBN 2890184579)
- Pendant la mort, Montréal, Éditions Québec Amérique, cop. 2002, 109 p.  (ISBN 276440140X)
- La marathonienne, estampes de Maria Chronopoulos, Montréal, La Courte Échelle, 2003, 38 p.  (ISBN 289021673X)
- Ce désir toujours : un abécédaire, Montréal, Leméac, Coll. Ici l'ailleurs, 2005, 119 p.  (ISBN 2760965112)
- Le cœur et autres mélancolies : Villa Beauséjour, Rennes, 29 septembre-3 décembre 2005, Rennes, Éditions Apogée, Coll. Piqué d'étoiles, 2007, 86 p.  (ISBN 9782843982897)
- L'œil au ralenti, postface de Lise Lamarche, Montréal, Éditions du Noroît, 2007, 219 p.  (ISBN 9782890186019)
- L'angle noir de la joie, Paris, Arfuyen, Montréal, Éditions du Noroît, 2011, 112 p.  (ISBN 9782845901605)
- Sans toi, je n'aurais pas regardé si haut : tableaux d'un parc, avec des photographies d’Emmanuel Martin et de Denise Desautels Montréal, Éditions du Noroît, 2013, 82 p.  (ISBN 9782890188402 et 9782890188419)
- Le Baiser d’Hélène, Saint-Bonnet-Elvert, France, Éditions du Petit Flou, coll. « Dans la cour des filles », 2016
- D'où surgit parfois un bras d'horizon : inventaires 2012-2016, Montréal, Éditions du Noroît, 2017, 167 p.  (ISBN 9782897660123 et 9782897660130)
- Noirs, en collaboration avec Erika Povilonyté, France, Éditeur L'atelier des noyers, Coll. Carnets de couleurs, 2018, 47 p.  (ISBN 9782490185023)
- Disparaître (Détail), Saint-Bonnet-Elvert, France, Éditions du Petit Flou, coll. «Dans la cour des filles», 2018
- L'heure violette, France, Éditeur L'atelier des noyers, Coll. Carnets de couleurs, 2020, 52 p.  (ISBN 9782490185320)
- Disparaître : autour de 11 œuvres de Sylvie Cotton, Montréal, Éditions du Noroît, 2021, 136 p. (ISBN 9782897663063)
- Disparaître, Autour de onze œuvres de Sylvie Cotton, Billère, L'herbe qui tremble, octobre 2021, 150 p.  (ISBN 978-2-491462-12-3) - Prix Guillaume-Apollinaire 2022
- Elle, Ulysse : Un retour, Montréal, Éditions du Noroît, 2025, 128 p. (ISBN 9782897664879)

### Récit
- Ce fauve, le Bonheur, Montréal, l'Hexagone, 1998, 233 p.  (ISBN 2890066053)

### Correspondance
- Lettres à Cassandre, en collaboration avec Anne-Marie Alonzo, postface de Louise Dupré, Laval, Éditions Trois, 1994, 129 p.  (ISBN 2920887645)

### Livres d'artistes
- Le vif de l'étreinte, poésie, avec aquarelles originales de Claire Beaulieu, reliure de Jacques Fournier, Montréal, Éditions Roselin, 1994, n.p.  (ISBN 2980366110)
- La passion du sens, poésie, livre-objet réalisé en collaboration avec Sylvia Safdie et Jacques Fournier, Édition limitée à 12 exemplaires numérotés et signés, Montréal, Éditions Roselin, 1996, n.p.  (ISBN 2921751038)
- De la douceur, poésie, livre-objet réalisé en collaboration avec Jacqueline Ricard et Jacques Fournier, Montréal, Éditions Roselin, Paris, La Cour pavée, 1997, n.p.  (ISBN 2921751151)
- Parfois les astres, poésie, livre-objet réalisé en collaboration avec Louise Dupré et Jacques Fournier, Montréal, Éditions Roselin, 2000, n.p.  (ISBN 2-921751186)
- Architectures, livre-objet, gravure de Gabriel Belgeonne, Édition limitée à 40 exemplaires, Belgique, Éditions Tandems, France, La Sétérée, Montréal, Éditions Roselin, 2001, n.p.  (ISBN 2921751208)
- Novembre, poésie, livre-objet, gaufrage de Jacqueline Ricard, Édition limitée à 39 exemplaires numérotés et signés, Montréal, Éditions Roselin, Paris, Éditions La Cour pavée, 2001, n.p.  (ISBN 2921751232)
- 17 complices de Julius Baltazar, avec des poèmes de Paul Bélanger, Jacques Brault, Michel Butor, Georges-Emmanuel Clancier, Guy Cloutier, Philippe Delaveau, Denise Desautels, Guy Goffette, Thierry Laget, Luis Mizon, Pierre Oster, Yves Peyré, Lionel Ray, Roumanes, James Sacré, Bernard Vargaftig, Joshua Watsky, et quatre dessins de Julius Baltazar sur pierre lithographique, tirés sur les presses de l’Atelier Arte-Maeght, Paris, 2006.  (ISBN 9782847910674)
- Sainte Sébastienne II, hommage à Louise Bourgeois, en collaboration avec Hélène Dorion, Jacques Fournier et Françoise Sullivan, Montréal, Éditions Roselin, 2007.  (ISBN 2921751313)
- Rose Désarroi, avec cinq impressions numériques de Bonnie Baxter, conception et réalisation Jacques Fournier, Montréal, Éditions Roselin, 2009.  (ISBN 2921751356)
- Quai Rimbaud, en collaboration avec Gabriel Belgeonne et Jacques Fournier, Belgique et Québec, Éditions Tandem et les Éditions Roselin, 2009. (ISBN 2921751348)
- du blanc à étreindre, avec un dessin à la colle thermofusible de Louise Viger, conception et réalisation Jacques Fournier, Montréal, Éditions Roselin, 2012. (Une partie du tirage a été traduit en anglais par Alisa Belanger, sous le titre de some white to hold onto).  (ISBN 2921751372)
- Déjouer, avec des œuvres originales, carbone et acrylique, de Marie-Claude Bouthillier, et des textes de Martine Audet, Louise Cotnoir, Denise Desautels, Louise Dupré, Diane Régimbald et Élise Turcotte, conception et réalisation Jacques Fournier, Montréal, Éditions Roselin, 2013.  (ISBN 2921751380)
- Intimités, avec quatre œuvres originales de Michel Côté, et des textes de Michelle Alleyn, Marc André Brouillette, Denise Desautels et Paul Chanel Malenfant, conception et réalisation Jacques Fournier, Montréal, Éditions Roselin, 2016.
- Denise Desautels, Martine Audet, Louise Dupré et Diane Régimbald, À la main, hommage à Louise Viger, Montréal, Éditions du Noroît, 2022.

### Anthologies
- Collectif paritaire de cinquante poètes, J'écris peuplier (livre anniversaire), dirigé et illustré par Monique LeBlanc, préface de Paul Bélanger, Montréal, Éditions du Noroît, 2021  (ISBN 978-2-89766-278-3)
- Du corps du poète au corps poétique, dir. Marilyne Bertoncini pour Embarquement poétique, Éditions Chemins de Plume, « Les Cahiers de Poètes & Co. », juillet 2024, 142 pages.  (ISBN 978-2849542309)

### Documents audio
- Lettres à Cassandre, cassette-audio, réalisée en collaboration avec Anne-Marie Alonzo, Laval, Productions AMA, 1990.
- Alternances, cassette-audio, réalisée en collaboration avec Hélène Dorion, poète, et Violaine Corradi, claviériste, Montréal, Éditions du Noroît, Production Angelo, 1992.
- Autour du temps, anthologie de poètes québécois contemporains, cédérom, Montréal, Éditions du Noroît, 1997.

### Catalogues d'exposition
- Territoires d'artistes/Paysages verticaux, Québec, Éditions du Musée du Québec, 1989, 126 p.  (ISBN 2551121744)
- Tombeau de René Payant, sous la direction de Christine Bernier, Montréal, Éditions du Centre d'exposition et de théorie de l'art contemporain, Laval, Éditions Trois, 1991, 132 p.  (ISBN 2920887254)
- « Le visage de la couleur »[14], Peter Krausz, De natura (humana), Montréal, Galerie d'art du Centre Saidye Bronfman, 1992, n.p.  (ISBN 0920473342)
- Françoise Sullivan : pluralité et création, Sherbrooke, Galerie d'art du Galerie d'art du Centre culturel de l'Université de Sherbrooke, 2008, 24 p.

### En traduction

#### En traduction anglaise
- The Night Will be Insistent: Selected Poems, 1987–2002, traduit en anglais par Daniel Sloate, Guernica Editions, 2007  (ISBN 9781550712391)
- Things That Fall, traduction en anglais de Tombeau de Lou par Alisa Belanger, Guernica Editions, 2013  (ISBN 9781550713732)[15]
- Lessons from Venice, traduit en anglais par Alisa Belanger, Victoria, Ekstasis Editions, 2020, s.p.  (ISBN 9781771713702)[15]

#### En traduction catalane
- Tomba de Lou, traduction en catalan par Antoni Clapés, Vic, Eumo, 2011.  (ISBN 9788497664011)
- Sense tu, mai no hauria mirat tan amunt, traduction en catalan par Antoni Clapés, Barcelone, Cafè Central, 2014.  (ISBN 9788489885790)
- Una felicitat imposada, traduction en catalan par Antoni Clapés. Barcelone, LaBreu, 2017.  (ISBN 9788494662478)

## Prix et honneurs
- 1989 : lauréate du Prix de poésie du Journal de Montréal (pour Mais la menace est une belle extravagance)[16]
- 1991 : 
  - lauréate du Grand Prix du Festival international de la poésie de la Fondation Les Forges (Pour Leçons de Venise)[17]
- 1992 : lauréate du Prix de poésie Terrasses Saint-Sulpice (Pour Le Saut de l'ange)[18]
- 1993 :
  - lauréate du Prix Le Signet d'Or en poésie de Radio-Québec (Pour Le Saut de l'ange)[16]
  - lauréate du Prix du Gouverneur général (Pour Le saut de l'ange)[19]
  - lauréate du Prix Terrasses Saint-Sulpice de la revue Estuaire (Pour Le saut de l'ange)[20]
  - lauréate du Grand Prix des Métiers d’art (Pour La passion du sens)[1]
- 1999 : lauréate du Prix littéraires Radio-Canada (Pour Ma Sisyphe)[21]
- 2000 : lauréate du Prix de la Société des écrivains canadiens et de la Société Radio-Canada (Pour Tombeau Lou)[22]
- 2009 : lauréate du Prix Athanase-David[23]
- 2010 : lauréate du Prix de littérature francophone Jean Arp[24]
- 2013 : lauréate du Grand Prix du Festival international de la poésie de la Fondation Les Forges (Pour sans toi, je n'aurai pas regardé si haut)[25]
- 2014 : lauréate du Grand prix Québecor du Festival international de la poésie[26]
- 2015 : lauréate du Prix Hervé-Foulon (Pour Ce fauve, le bonheur)[27],[28]
- 2022 : lauréate du Prix Guillaume-Apollinaire (Pour Disparaitre)[29]

### Décorations
- 1995 : Élection à l'Académie des lettres du Québec[30]
- 1999 : Médaille Échelon vermeil[31]
- 2014 :  Membre de l'Ordre du Canada[32]
- 2023 :  Chevalière de l'Ordre national du Québec[33]